# Bouzeron
Bouzeron település Franciaországban, Saône-et-Loire megyében. Lakosainak száma 134 fő (2022. január 1.). Bouzeron Remigny, Chagny, Chassey-le-Camp és Rully községekkel határos.

## Népesség
A település népességének változása:
| Lakosok száma | 145  | 145  | 149  | 137  | 133  | 130  | 127  | 126  | 134  |
|               | 2013 | 2015 | 2016 | 2017 | 2018 | 2019 | 2020 | 2021 | 2022 |